# To Kill a Dead Man
To Kill a Dead – brytyjski czarno-biały film krótkometrażowy z 1994 roku w reżyserii Alexandra Hemminga z udziałem zespołu Portishead.

## Powstanie i fabula filmu
Film przedstawia trzech członków zespołu uwikłanych w dramatyczną intrygę szpiegowską i morderstwo. Fabułę wymyślił Geoff Barrow. Film jest czarno-biały i pozbawiony słów. Zawiera ścieżkę dźwiękową skomponowaną przez Portishead, z tytułową melodią przewodnią snującą się przez cały film oraz utwór „Sour Times” z albumu Dummy, grany jako podkład w napisach końcowych. Film poprzedza przesłanie od zespołu: „W 1994 roku wymyśliliśmy i nakręciliśmy To Kill A Dead Man. Bardzo szybko zdaliśmy sobie sprawę, że bardzo nie doceniliśmy tego, jak trudno jest napisać, zaprojektować, zagrać i wykonać krótkometrażowy film. Przygotujcie się więc, oto on…”. Film promował razem z singlem „Sour Times” album Dummy. Był prezentowany z powodzeniem podczas londyńskich pokazów filmu Wściekłe psy Quentina Tarantino.